# Radim Madeja
Radim Madeja (* 30. července 1974 Karviná) je český filmový a divadelní herec a zdravotní klaun. Za rok 2015 obdržel cenu Thálie v kategorii činohra.

## Život
Narodil se v Karviné a vystudoval Střední průmyslovou školu chemickou. Hned po škole začal pracovat jako kulisák v Národním divadle Moravskoslezském v Ostravě. V roce 1995 získal stálé angažmá v Městském divadle v Mostě jako herec, ve kterém byl skoro devatenáct let. Zde ztvárnil velmi pestrou škálu postav repertoáru z činohry a muzikálu. Zahrál si v inscenacích Elling a Kjell Bjarne, Osudy dobrého vojáka Švejka, Revizor, Romeo a Julie, Don Juan a Prokletí rodu Baskervillů. Za hlavní roli Caliguly v divadelní hře Caligula byl v roce 2013 v širší nominaci na cenu Thálie. Od roku 2005 byl také členem pohybového souboru Veselé skoky, jehož domovskou scénu bylo pražské Divadlo v Celetné a které zaniklo v roce 2017.
V roce 2014 odešel z Městského divadla v Mostě a do stálého angažmá nastoupil do Městského divadla Mladá Boleslav, kde je na poloviční úvazek a druhou polovinou je na takzvané volné noze. Hostuje v řadu divadel. Ve Východočeském divadle Pardubice poprvé hostoval v roce 2014 v inscenaci Mezi nebem a zemí. Dále hostuje v inscenacích Indigo company, Městském divadle v Mostě, Městských divadlech pražských, kde si zahrál v divadelní hře Noc bláznů a v divadle Studio DVA si zahrál v inscenacích Beckham, Revizor a Smolíkovi. Za rok 2015 mu byla udělena Cena Thálie v kategorii činohra za roli Tima Tooneyho v inscenaci Novecento v Městském divadle Mladá Boleslav.
Mimo divadelního herce je i od roku 2007 zdravotním klaunem. V̠ystupuje pod jménem „doktor Štětka“ v neziskové organizaci Zdravotní klaun a kde se později stal koordinátorem týmu pro sever Čech.
Zahrál si ve filmech jako například Neděle, Miss Hanoi a Rašín a také se objevil v seriálech jako například Slunečná a Krejzovi.